# Сен-Планкар
Сен-Планка́р (фр. Saint-Plancard, окс. Sent Blancat) — коммуна во Франции, находится в регионе Юг — Пиренеи. Департамент — Верхняя Гаронна. Входит в состав кантона Монрежо. Округ коммуны — Сен-Годенс.
Код INSEE коммуны — 31513.

## География
Коммуна расположена приблизительно в 650 км к югу от Парижа, в 90 км к юго-западу от Тулузы.
По территории коммуны протекает река Сав.

## Климат
Климат умеренно-океанический. Зима мягкая и снежная, весна характеризуется сильными дождями и грозами, лето сухое и жаркое, осень солнечная. Преобладают сильные юго-восточные и северо-западные ветры.

## Население
Население коммуны на 2010 год составляло 374 человека.
| 1962 | 1968 | 1975 | 1982 | 1990 | 1999 | 2010 |
| ---- | ---- | ---- | ---- | ---- | ---- | ---- |
| 565  | 475  | 401  | 476  | 452  | 371  | 374  |

## Администрация
| Период | Период | Фамилия           | Партия | Примечания |
| ------ | ------ | ----------------- | ------ | ---------- |
| 2001   | 2004   | Жорж Куантр       |        |            |
| 2005   | 2008   | Мари-Элен Фонтано |        |            |
| 2008   | 2020   | Альфред Малле     |        |            |

## Экономика
В 2010 году среди 215 человек трудоспособного возраста (15—64 лет) 135 были экономически активными, 80 — неактивными (показатель активности — 62,8 %, в 1999 году было 67,1 %). Из 135 активных жителей работали 123 человека (64 мужчины и 59 женщин), безработных было 12 (6 мужчин и 6 женщин). Среди 80 неактивных 15 человек были учениками или студентами, 41 — пенсионерами, 24 были неактивными по другим причинам.

## Достопримечательности
- Часовня Св. Иоанна и кладбище (XII век). Исторический памятник с 1946 года[4]

## Фотогалерея

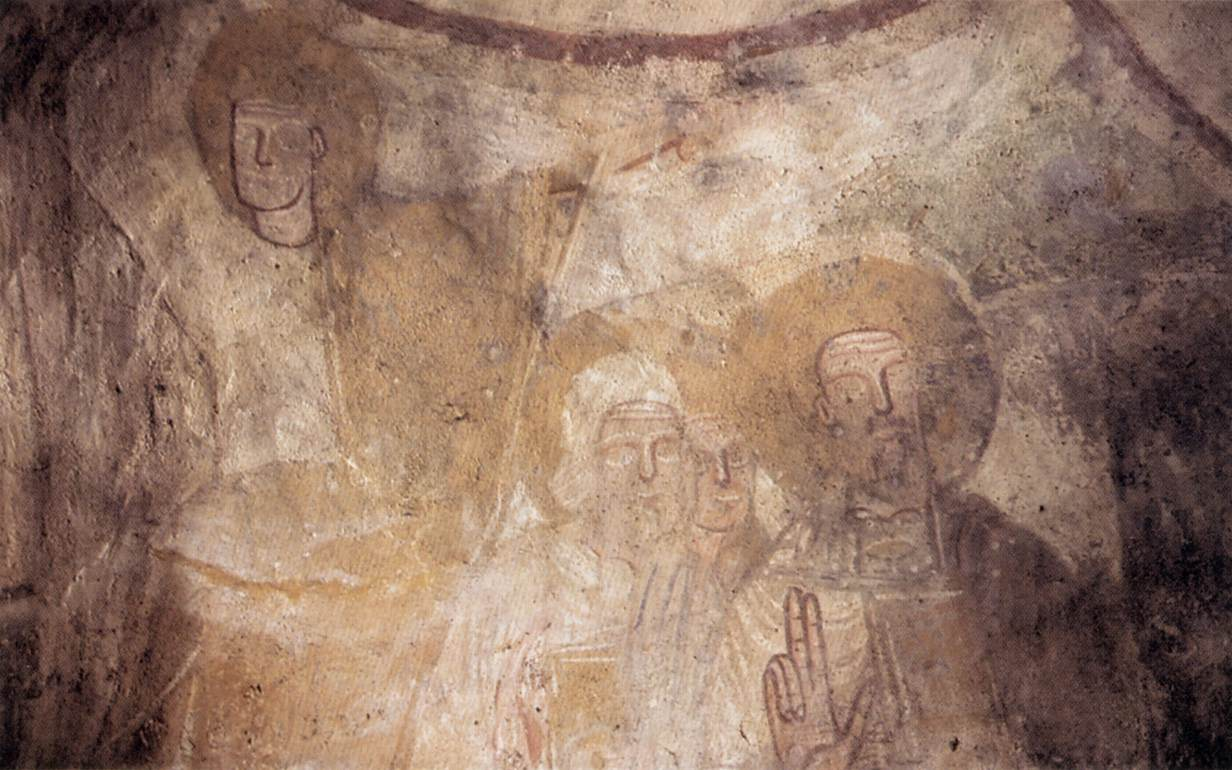
Фреска в церкви Св. Иоанна
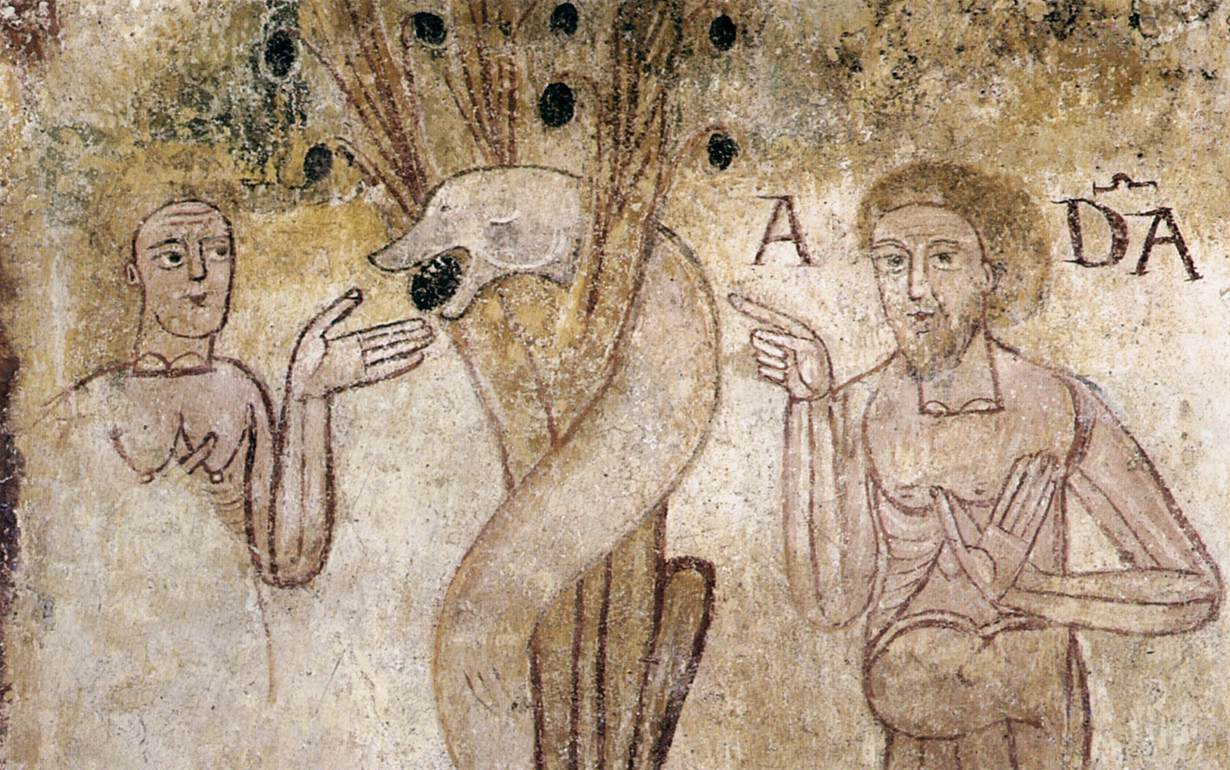
Фреска в церкви Св. Иоанна
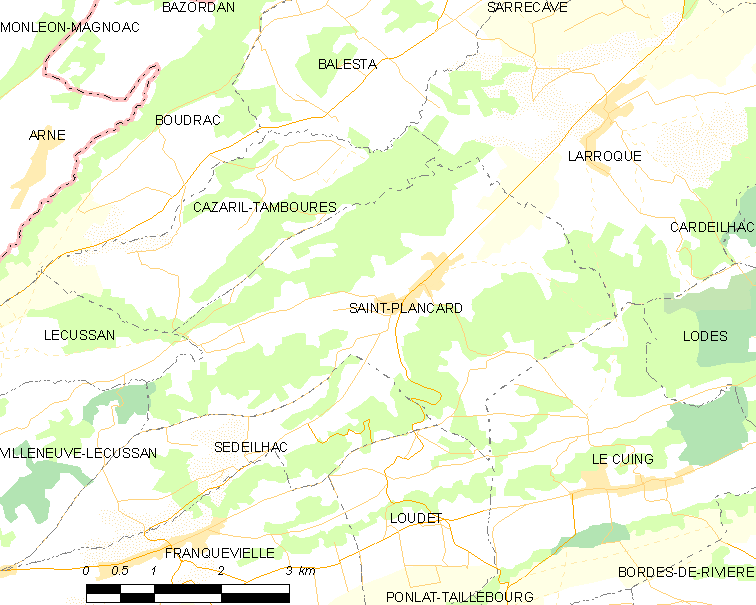
Карта коммуны